# Charles Bricka

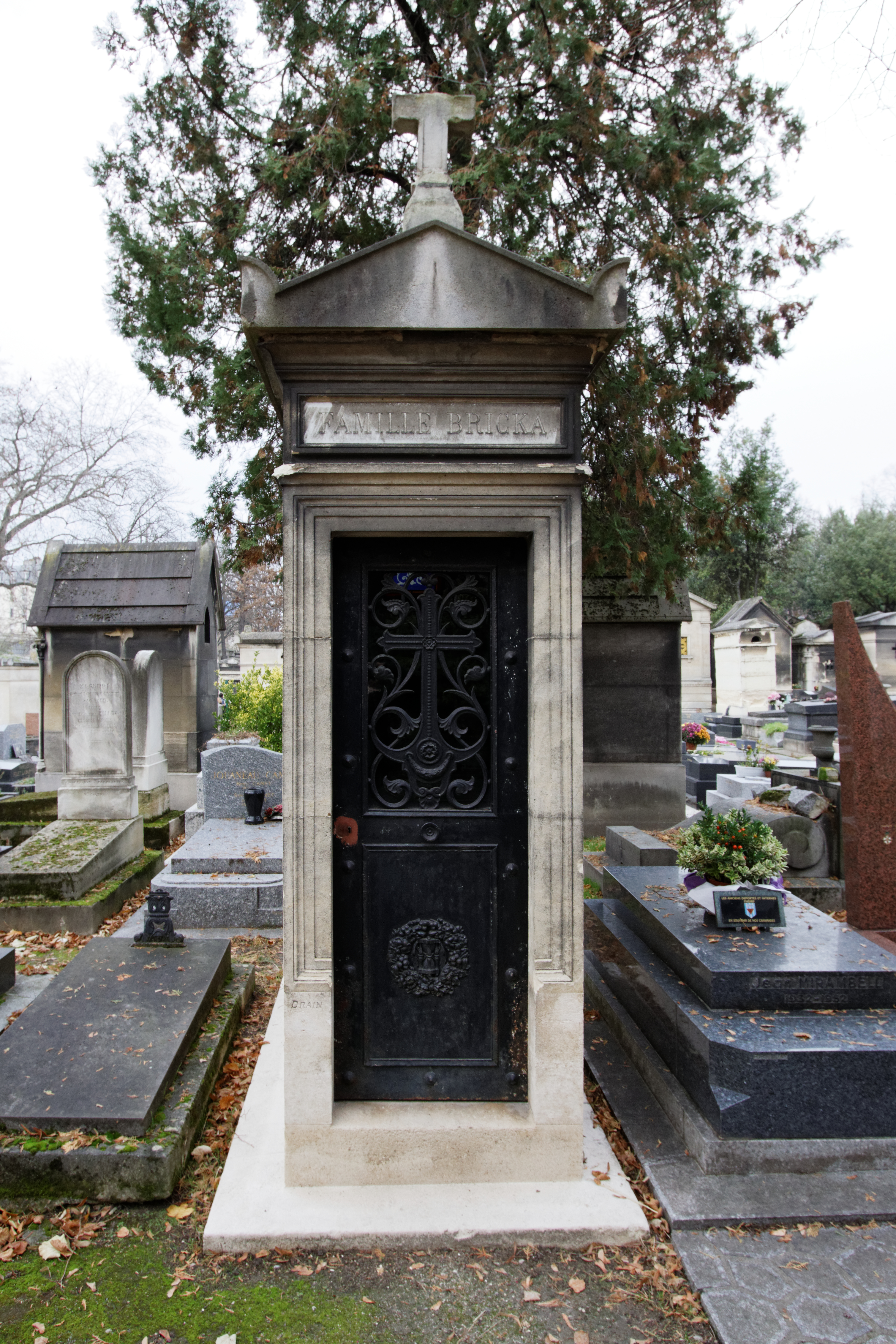
Grobowiec na cmentarzu Père Lachaise.

Charles Bricka (ur. 17 lutego 1845 w Paryżu, zm. 29 listopada 1899) – francuski inżynier. Generalny Inspektor Robót Publicznych w koloniach.

## Życiorys
W 1864 roku ukończył École polytechnique i rozpoczął naukę w École Nationale des Ponts et Chaussées. Od 1896 roku był Generalnym Inspektorem Robót Publicznych w koloniach. Przyczynił się do budowy kolei Tananarive – East Coast Railway (TCE). Po jego śmierci podjęto decyzję, że na jego cześć końcowa stacja budowanej linii będzie nazwana Brickaville. W latach 1891–1899 był profesorem École Nationale des Ponts et Chaussées. Zmarł po ciężkiej chorobie w Paryżu.

## Wybrane publikacje
- Cours de chemins de fer professé à l’école nationale des ponts et chaussées. T. 1 i 2 Paryż 1894[6]

## Odznaczenia
- oficer Legii Honorowej[7]